# 挂起
挂起（英語：suspend）是指在操作系统行程管理将前台的行程暂停并转入后台的动作。将进程挂起可以让用户在前台执行其他的行程。挂起的行程通常释放除CPU以外已经占有的系统资源，如内存等。
在需要时用户可以恢复行程的运行，将被挂起的行程从后台转入前台，并从暂停处开始继续运行。